# Inline-Skaterhockey-Bundesliga 1998
Die Saison 1998 ist die 3. Spielzeit der Inline-Skaterhockey-Bundesliga, in der zum 13. Mal ein Deutscher Meister ermittelt wird. Ausrichter ist die Sportkommission Inline-Skaterhockey Deutschland im Deutschen Rollsport und Inline-Verband. 1998 gab sich der bisherige Deutsche Rollsport-Bund diesen neuen Namen. Deutscher Meister wurden erneut die Crash Eagles Kaarst, die ihren Titel gegen den Aufsteiger Duisburg Ducks im Finale verteidigten.

## Teilnehmer
| Klub                  | Standort   | Vorjahr                   | Play-offs                 |                           |
| --------------------- | ---------- | ------------------------- | ------------------------- | ------------------------- |
| Düsseldorf Rams       | Düsseldorf | 1.                        | Finale                    |                           |
| Crash Eagles Kaarst   | Kaarst     | 2.                        | Deutscher Meister         |                           |
| HC Köln-West          | Köln       | 3.                        | Halbfinale                |                           |
| Bullskater Düsseldorf | Düsseldorf | 4.                        | Halbfinale                |                           |
| SU Augsburg           | Augsburg   | 5.                        | -                         |                           |
| SU Coeln              | Köln       | 6.                        | -                         |                           |
| Moskitos Essen        | Essen      | 7.                        | -                         |                           |
| Bochum Lakers         | Bochum     | 9.                        | -                         |                           |
| Luzifer Kiel          | Kiel       | 1. der 2. Bundesliga Nord | 1. der 2. Bundesliga Nord | 1. der 2. Bundesliga Nord |
| Duisburg Ducks        | Duisburg   | 2. der 2. Bundesliga Nord | 2. der 2. Bundesliga Nord | 2. der 2. Bundesliga Nord |

## Modus
Die 1. Bundesliga geht mit zehn Mannschaften an den Start. Jede Mannschaft trifft in Hin- und Rückspiel auf jede andere Mannschaft. Für einen Sieg gibt es zwei Punkte, für ein Unentschieden einen Punkt. Bei Punktgleichheit zum Ende der Hauptrunde entscheidet der direkte Vergleich über die Rangfolge. Die ersten vier Mannschaften erreichen die Play-offs. Die Mannschaften auf den Rängen fünf bis neun haben sich sportlich für die nächste Spielzeit qualifiziert. Der Tabellenletzte steigt direkt in die 2. Bundesliga ab. Eine Relegation gibt es in dieser Saison nicht, da die Bundesliga zur Saison 1999 auf zwölf Mannschaften aufgestockt wird. Der Sieger der Play-offs ist Deutscher Meister.

## Vorrunde
|     | Mannschaft            | Sp | S  | U | N  | Tore    | +/-  | P  |
| --- | --------------------- | -- | -- | - | -- | ------- | ---- | -- |
| 1.  | Crash Eagles Kaarst   | 18 | 14 | 3 | 01 | 162:071 | +091 | 31 |
| 2.  | Düsseldorf Rams       | 18 | 12 | 4 | 02 | 170:066 | +104 | 28 |
| 3.  | Duisburg Ducks        | 18 | 13 | 2 | 03 | 159:085 | +074 | 28 |
| 4.  | SU Augsburg           | 18 | 10 | 2 | 06 | 121:076 | +045 | 22 |
| 5.  | Moskitos Essen        | 18 | 07 | 3 | 08 | 107:114 | −07  | 17 |
| 6.  | Bullskater Düsseldorf | 18 | 08 | 0 | 10 | 120:131 | −011 | 16 |
| 7.  | HC Köln-West          | 18 | 07 | 1 | 10 | 111:120 | −09  | 15 |
| 8.  | Luzifer Kiel          | 18 | 05 | 2 | 11 | 072:137 | −065 | 12 |
| 9.  | SU Coeln              | 18 | 05 | 1 | 12 | 086:127 | −041 | 11 |
| 10. | Bochum Lakers         | 18 | 0  | 0 | 18 | 061:243 | −182 | 0  |

## Play-offs
(Modus "Best-of-Three")

### Play-off-Baum
|  | Halbfinale | Halbfinale          | Halbfinale |  |  | Finale | Finale              | Finale |
|  |            |                     |            |  |  |        |                     |        |
|  |            |                     |            |  |  |        |                     |        |
|  | 1          | Crash Eagles Kaarst | 2          |  |  |        |                     |        |
|  | 4          | SU Augsburg         | 1          |  |  |        |                     |        |
|  |            |                     |            |  |  | 1      | Crash Eagles Kaarst | 2      |
|  |            |                     |            |  |  | 3      | Duisburg Ducks      | 0      |
|  | 2          | Düsseldorf Rams     | 0          |  |  |        |                     |        |
|  | 3          | Duisburg Ducks      | 2          |  |  |        |                     |        |
|  |            |                     |            |  |  |        |                     |        |

### Halbfinale
|                     |   |                | Serie | 1    | 2   | 3   |
| ------------------- | - | -------------- | ----- | ---- | --- | --- |
| Crash Eagles Kaarst | – | SU Augsburg    | 2:1   | 11:1 | 3:4 | 8:2 |
| Düsseldorf Rams     | – | Duisburg Ducks | 0:2   | 6:8  | 4:7 | -   |

### Finale
|                     |   |                | Serie | 1   | 2         | 3 |
| ------------------- | - | -------------- | ----- | --- | --------- | - |
| Crash Eagles Kaarst | – | Duisburg Ducks | 2:0   | 8:4 | 9:8 n. P. | - |

## Aufsteiger
Aus der 2. Bundesliga steigen die Powerkrauts Berlin (1. der 2. Bundesliga Nord), die Mendener Mambas (1. der 2. Bundesliga Süd) direkt sowie der Crefelder SC nach Entscheidungsspielen der Staffel-Zweiten (gegen die Lippstadt Rogues) in die 1. Bundesliga auf.

## Pokalsieger
Im Endspiel um den Deutschen Inline-Skaterhockey-Pokal 1998 gewannen die Düsseldorf Rams am 6. Dezember 1998 gegen die Crash Eagles Kaarst in Langenfeld mit 5:4.